# رعاية الحيوان

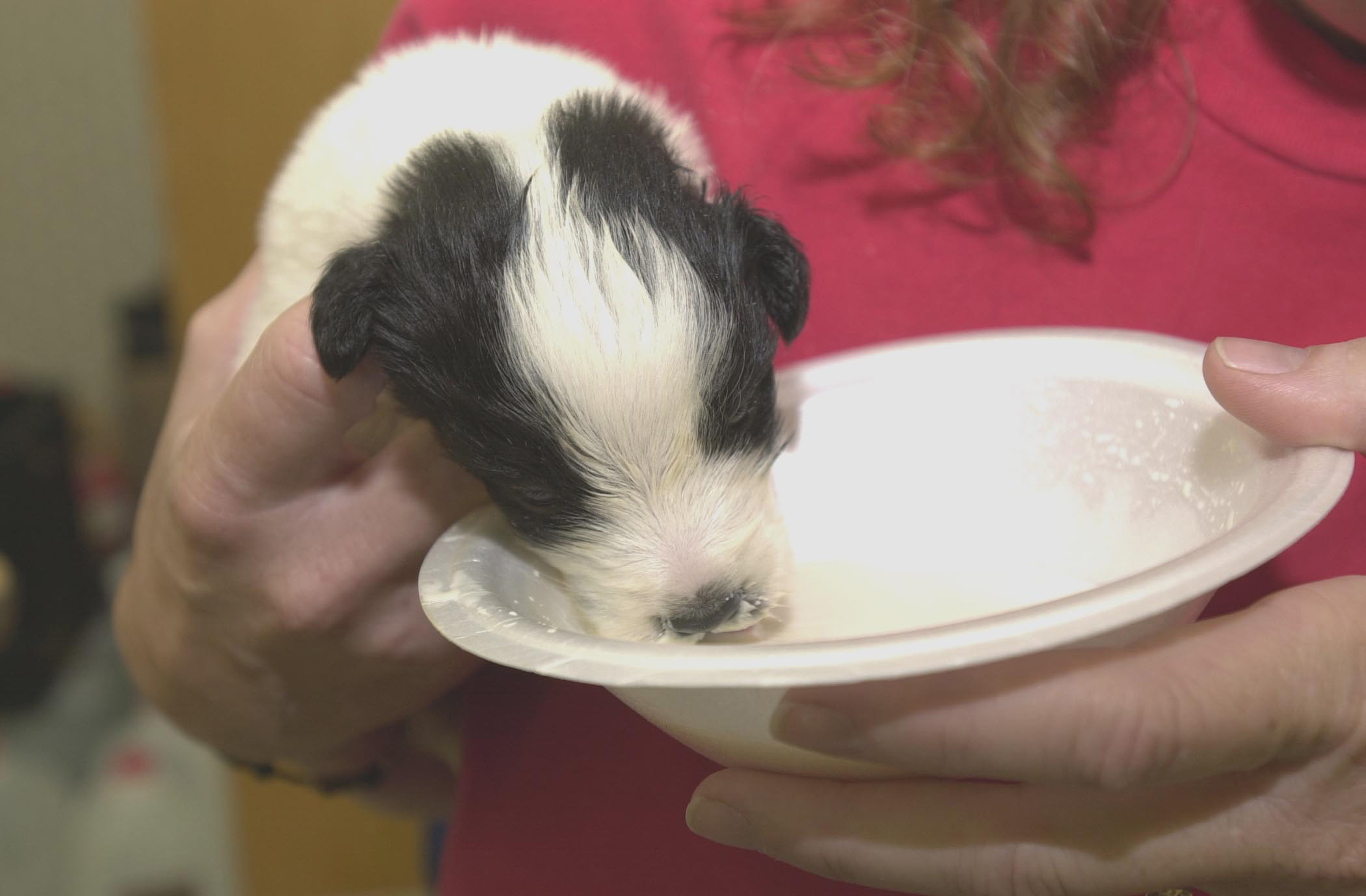
يتم إطعام، جرو عمره أربعة أسابيع، وُجد على جانب الطريق بعد الفيضانات في فيرجينيا الغربية، في مأوى طوارئ خدمة إنقاذ الحيوانات في متنزه توين فالس ستات بارك.

رعاية الحيوان أو الراحة الحيوانية هي الرفاهية الجسدية والنفسية للحيوانات.
يمكن لمصطلح رعاية الحيوان أن يعني أيضًا اهتمام الإنسان برعاية الحيوان أو اتخاذ موقف في نقاش عن أخلاقيات الحيوان وحقوق الحيوان. ويتم قياس هذا الموقف من خلال سلوكيات أنواع مختلفة من استخدامات الحيوانات.
يمكن أن يعتمد الاهتمام المنظم برعاية الحيوان على الوعي بأن الحيوانات غير البشرية حساسة وأنه ينبغي وضع ذلك في الاعتبار من أجل رفاهية الحيوانات، خاصة عندما يستخدمها البشر. ويمكن أن تشمل هذه الاهتمامات كيف يتم قتل الحيوانات للحصول على الطعام وكيف يتم استخدامها لأغراض البحث العلمي وكيف يتم الاحتفاظ بها كحيوانات أليفة وكيف تؤثر الأنشطة البشرية على بقاء الأنواع المهددة بالانقراض.
وقد بدأت رعاية الحيوان في أخذ مكان أكبر من الاهتمام في السياسة العامة الغربية، بعد أن كانت تعد شيئًا قديمًا في بعض الحضارات، في بريطانيا في القرن الـ 19. ولكن اليوم هناك تركيز كبير على الاهتمام بالعلوم البيطرية أو أنشطتها وبالأخلاق وبمنظمات رعاية الحيوان.
هناك نوعان من الانتقادات لمفهوم رعاية الحيوان، قادمان من مواقف متعارضة تمامًا. أحد الآراء، والذي يرجع إلى قرون مضت، يؤكد على أن الحيوانات لا تدرك بوعي وبالتالي تكون غير قادرة على تجربة الرعاية الرديئة، بينما يستند الرأي الآخر على موقف حقوق الإنسان أنه لا ينبغي معاملة الحيوانات كملكية وأن أي استخدام للحيوانات من قبل البشر هو أمر مقبول. وبالتالي تتعامل بعض السلطات مع رعاية الحيوان وحقوق الحيوان باعتبارهما موقفين متعارضين. وبالتالي، يجادل بعض أنصار حقوق الحيوان أن ملاحظة تقديم تسهيلات أفضل لرعاية الحيوان يستمر في استغلال الحيوانات ويزيده. ويرى آخرون ضرورة الاهتمام المتزايد برعاية الحيوان بخطوات تدريجية نحو الحصول على حقوق الحيوان.

## التعريفات
في أخلاقيات الحيوان، غالبًا ما يعني مصطلح رعاية الحيوان الرعاية الاجتماعية بالحيوان.
في قاموس سوندرز البيطري الشامل، يتم تعريف رعاية الحيوان بـ "تجنب الإساءة للحيوانات واستغلالها من قبل الإنسان من خلال الحفاظ على المعايير المناسبة للإقامة والتغذية والرعاية العامة والوقاية والعلاج من الأمراض وضمان عدم الإيذاء وأي مضايقة أو ألم لا لزوم له.
كما يعرف دونالد بروم رعاية الحيوان بأنها «حالته فيما يتعلق بمحاولاته للتأقلم مع بيئته، وهذه الحالة تشمل كم يتطلب الأمر للتأقلم وإلى أي مدى نجح في التأقلم أو فشل فيه ومشاعره المرتبطة بذلك.» ويكمل دونالد حديثه فيقول «تختلف الرعاية خلال سلسلة متصلة من جيد جدًا إلى سيء جدًا وستكون الدراسات التي تجرى عن الرعاية أكثر فعالية إذا تم استخدام مجموعة واسعة من التدابير.»